# Кубок Харьковской области по футболу
 Кубок Харьковской области по футболу  — областное соревнование украинского футбола среди любительских команд. Официальное название «Кубок Харьковской области памяти Николая Уграицкого». Проводится на регулярной основе с 1970 года. С 1991 года проводится под эгидой Харьковской областной федерации футбола.

## Все победители

### Победители 1970—1991 годов[1]
| Год  | Чемпион         | Город   |
| ---- | --------------- | ------- |
| 1970 | «Маяк»          | Харьков |
| 1971 | «Маяк»          | Харьков |
| 1972 | «Старт»         | Чугуев  |
| 1973 | «Авангард»      | Дергачи |
| 1974 | «Авангард»      | Лозовая |
| 1975 | «Маяк»          | Харьков |
| 1976 | «Строитель»     | Золочев |
| 1977 | «Маяк»          | Харьков |
| 1978 | «Маяк»          | Харьков |
| 1979 | «Маяк»          | Харьков |
| 1980 | «Авангард»      | Дергачи |
| 1981 | «Маяк»          | Харьков |
| 1982 | «Маяк»          | Харьков |
| 1983 | «Авангард»      | Лозовая |
| 1984 | «Маяк»          | Харьков |
| 1985 | «Электротяжмаш» | Харьков |
| 1986 | «Авангард»      | Лозовая |
| 1987 | «Авангард»      | Лозовая |
| 1988 | «Авангард»      | Лозовая |
| 1989 | «Маяк»          | Харьков |
| 1990 | «Авангард»      | Лозовая |
| 1991 | «Авангард»      | Лозовая |

### Победители 1992—2010 годов[1][2]
| Год  | Чемпион       | Город          |
| ---- | ------------- | -------------- |
| 1992 | «Цементник»   | Балаклея       |
| 1993 | «Авангард»    | Лозовая        |
| 1994 | «Авангард»    | Мерефа         |
| 1995 | «Кристалл»    | Пархомовка     |
| 1996 | «Кристалл»    | Пархомовка     |
| 1997 | «Энергетик»   | Слобожанское   |
| 1998 | «Кристалл»    | Пархомовка     |
| 1999 | «Кристалл»    | Пархомовка     |
| 2000 | «Кристалл»    | Пархомовка     |
| 2001 | «Энергетик»   | Слобожанское   |
| 2002 | «Газовик-ХГД» | Харьков        |
| 2003 | «Локомотив»   | Купянск        |
| 2004 | «Локомотив»   | Купянск        |
| 2005 | «Локомотив»   | Купянск        |
| 2006 | «Газовик»     | Червоный Донец |
| 2007 | «Локомотив»   | Купянск        |
| 2008 | «Локомотив»   | Купянск        |
| 2009 | «Локомотив»   | Купянск        |
| 2010 | «Ника-СМК»    | Харьков        |

### Победители и финалисты с 2011 года
| Год  | Чемпион                 | Финалист                    |
| ---- | ----------------------- | --------------------------- |
| 2011 | «Локомотив» Купянск     | «Локомотив» Панютино        |
| 2012 | «Колос» Зачепиловка     | «Энергетик» Солоницевка     |
| 2013 | «Электротяжмаш» Харьков | «Локомотив» Купянск         |
| 2014 | «Колос» Зачепиловка     | «Локомотив» Купянск         |
| 2015 | «Электротяжмаш» Харьков | «Колос» Зачепиловка         |
| 2016 | «Солли Плюс» Харьков    | «Статус» Кегичевка          |
| 2017 | «Колос» Зачепиловка     | «Волчанск» Волчанск         |
| 2018 | «Маяк» Валки            | «Первомайский» Первомайский |
| 2019 | «Авангард» Харьков      | «Универ-Динамо» Харьков     |
| 2020 | «Авангард» Харьков      | «Универ-Динамо» Харьков     |